# Mihalić Selo
Mihalić Selo is een plaats in de gemeente Duga Resa in de Kroatische provincie Karlovac. De plaats telt 108 inwoners (2001).